# Barynema costatum
Barynema costatum is een schietmot uit de familie Odontoceridae. De soort komt voor in het Australaziatisch gebied.